# Arts Council England
Arts Council England je částečně autonomní nevládní organizace (Non-departmental public body (NDPB)), kterou sponzoruje Ministerstvo pro kulturu, media a sport (Department for Digital, Culture, Media and Sport) a jmenuje jejího ředitele. Je zřízena pro podporu divadelních, vizuálních a literárních umění v Anglii. Spadají pod něj všechny regionální Rady pro umění.

## Historie
Roku 1946 byl založen Arts Council of Great Britain. Ten byl roku 1994 rozdělen na Arts Council of England, Scottish Arts Council a Arts Council of Wales. Ve stejném roce byla založena Národní loterie (National Lottery) a Arts Council England dostal pověření k distribuci jejích výnosů a správě Národního kapitálového fondu. Roku 2002 došlo k restrukturalizaci kulturních organizací a všechny regionální Rady pro umění se staly členskými organizacemi Arts Council England.
Od října 2011, kdy Arts Council England nahradil dřívější Museums, Libraries and Archives Council, je tato organizace odpovědná za podporu a rozvoj anglických muzeí, stavbu nových budov, renovace a za umění ve veřejném prostoru. Kromě výnosů z Národní loterie (97 mil. £), které rozděluje prostřednictvím grantů (Arts Council National Lottery Project Grants) má na starosti i vládní Národní portfolio (408 mil. £), ze kterého financuje 829 uměleckých organizací. Zároveň spravuje Rozvojový fond (72 mil. £), ze kterého je podporována diverzita, obnova, inovace a kreativita. Přímou finanční podporu poskytuje 21 muzeím.

## Struktura
- Ředitel: Sir Nicholas Serota, od roku 2017[1] (předtím ředitel The Museum of Modern Art, Oxford, ředitel Whitechapel Gallery, London, v letech 1988-2016 ředitel Tate Gallery. Do roku 2007 předseda komise Turnerovy ceny, povýšen do šlechtického stavu roku 1999).
- Národní rada má 15 členů (včetně ředitele). Z toho 5 členů zastupuje oblasti Anglie (Sever, Střed, Londýn, Jihozápad, Jihovýchod), kde jsou rovněž zřízeny patnáctičlenné Rady z členů zastupitelstva a umělecké komunity. Každá oblastní Rada má svého ředitele a sbor poradců za tanec, školství, literaturu, hudbu, výzkum, divadlo, cestovní ruch, vizuální umění a kombinované žánry (festivaly).